# 千葉県道268号北柏停車場線
千葉県道268号北柏停車場線（ちばけんどう268ごう きたかしわていしゃじょうせん）は、千葉県柏市の北柏駅から国道6号に至る道路（一般県道）である。実延長はおよそ500m。終点付近の常磐線ガード下は、集中豪雨があると冠水するため注意が必要。

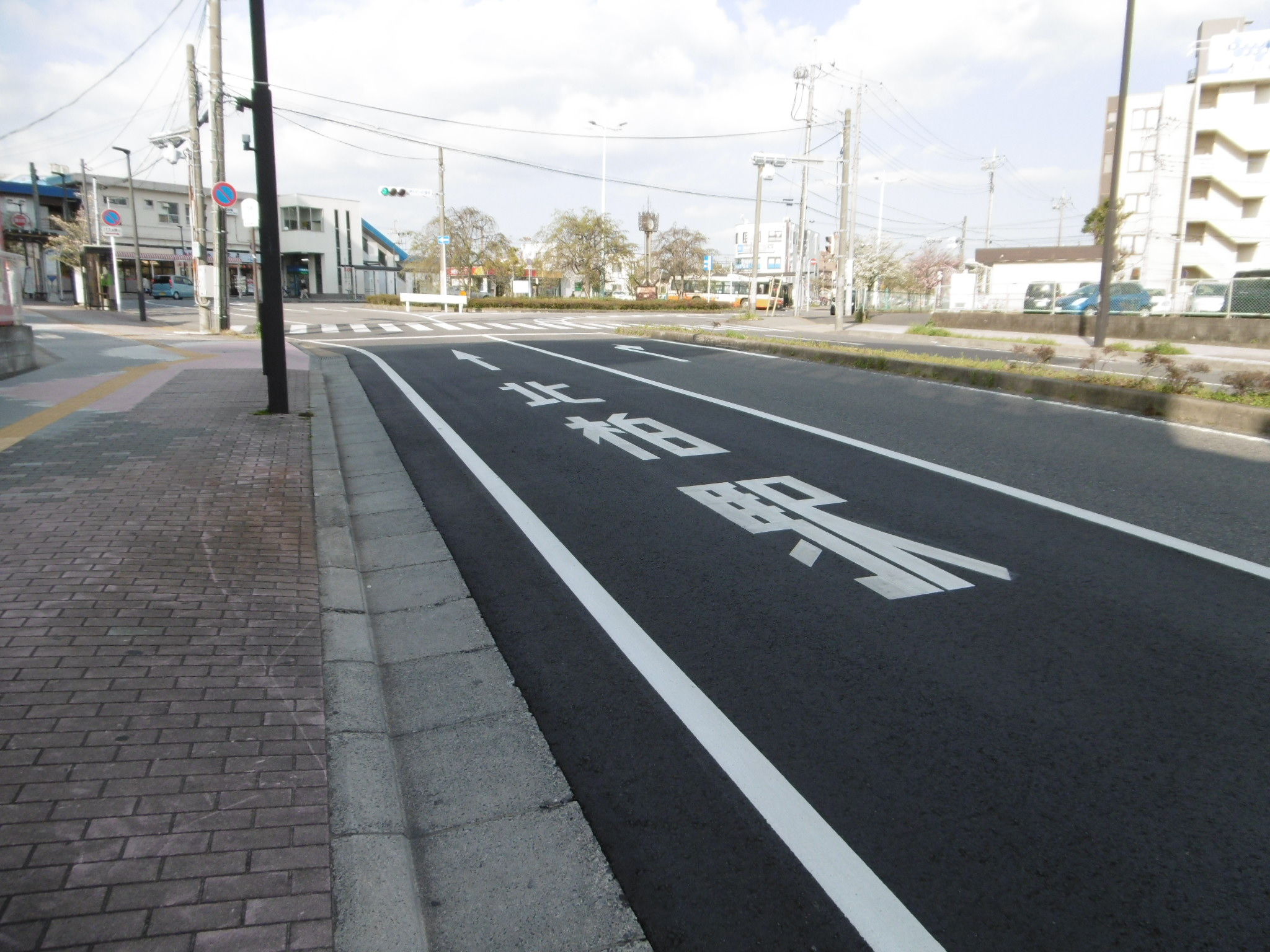
JR北柏駅（奥）から導く県道268号。4車線（片側2車線）を設けている。(2016年4月)

## 路線データ
- 起点：千葉県柏市北柏一丁目 北柏停車場（北柏駅）
- 終点：千葉県柏市呼塚新田 国道6号との交差点
- 総延長：0.503 km（柏土木事務所管内：0.503 km）
- 重用延長：0.0 km（柏土木事務所管内：0.0 km[1]）
- 実延長：0.503 km（柏土木事務所管内：0.503 km[1]）

## 路線状況
- 平成22年（2010年）度時点での北柏停車場線の交通量についてはそれぞれ以下の通りになっている[2]。

| 昼間12時間自動車類交通量 | 昼間12時間自動車類交通量 | 昼間12時間自動車類交通量 | 24時間自動車類交通量 | 24時間自動車類交通量 | 24時間自動車類交通量 |
| 小型車                   | 大型車                   | 合計                     | 小型車               | 大型車               | 合計                 |
| 3861台                   | 410台                    | 4271台                   | 5443台               | 707台                | 6150台               |

ちなみに平成17年（2005年）時の昼夜12時間と24時間の自動車類交通量の合計ではそれぞれ4494台、6157台だった。

幅員構成について道路部幅員25.00m、車道部幅員17.00m、車道幅員15.00m、歩道幅員は上りと下り共に4.00m。車線数は4車線（片側2車線）である。

## 通過する自治体
- 千葉県
  - 柏市

## 交差している道路
- 国道6号（終点）

## 歴史
- 1970年8月11日 - 千葉県告示第562号において認定。（268号北柏停車場線 - 柏市根戸字中馬場1894番地先から柏市根戸一般国道六号線交点）

## バス
- 東武バスイースト(西柏営業事務所)や阪東自動車の一部のバス路線がこの県道268号を通じて北柏駅の南口へ経由している。